# Soiuz TMA-22
Soiuz TMA-22 va ser un vol espacial tripulat a l'Estació Espacial Internacional (ISS). El TMA-22 va ser el vol número 111 d'una nau espacial Soiuz, i va transportar tres membres de l'Expedició 29 a l'ISS. La nau es va acoblar a l'ISS el 16 de novembre de 2011, i va romandre acoblat per servir en cas d'escapada d'emergència fins al seu desacoblament en el 27 d'abril de 2012. La Soiuz TMA-22 va aterrar amb èxit al Kazakhstan el 27 d'abril de 2012 a les 11:45 GMT.
El TMA-22 va ser el vol final d'un vehicle Soiuz-TMA, seguida de la substitució modernitzada de la sèrie TMA-M. El llançament del Soiuz TMA-22 va ser originalment programat pel 30 de setembre de 2011, però es va retardar fins al 14 de novembre per un error de llançament d'una nau de subministraments Progress M-12M el 24 d'agost de 2011. La Soiuz TMA-22 va ser la primera missió tripulada en acoblar-se a l'ISS des de la jubilació de la flota del Transbordador Espacial al final de la missió STS-135 el juliol de 2011.